# オーク・レーシング

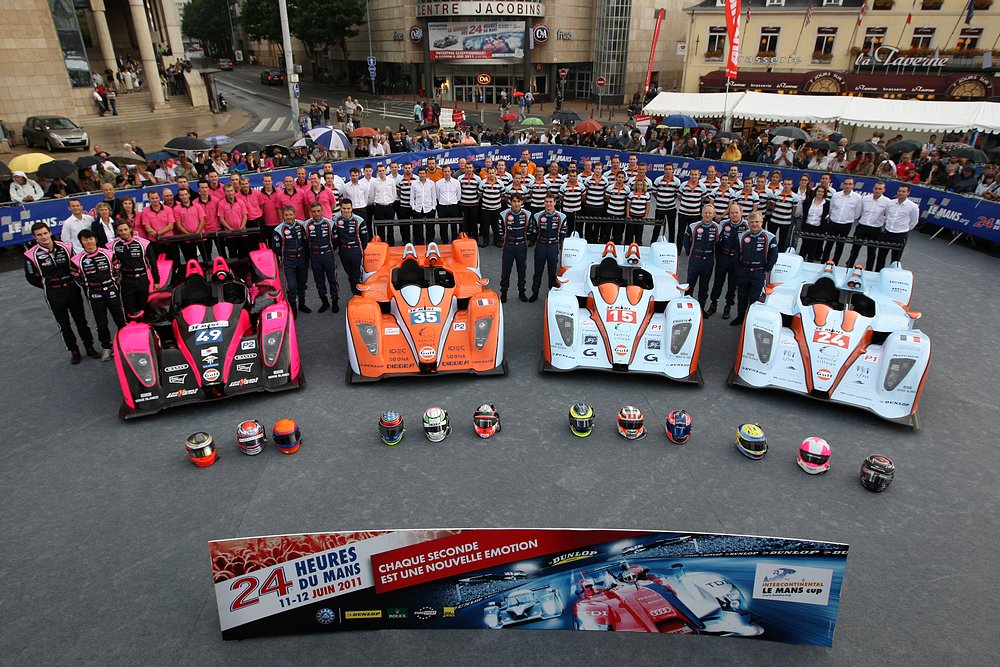
2011年のル・マン24時間レースにて

オーク・レーシング（OAK Racing）は、フランスのル・マンを本拠とするレーシングチームである。

## 概要
オーク・レーシングはプロトタイプレーシングカーの耐久レースを専門としており、2013年には、ル・マン24時間レースのル・マン・プロトタイプ（LMP）2クラスで優勝し、2013年のFIA 世界耐久選手権のLMP2クラスのドライバーズとチームタイトルを獲得している。
LMP2クラスで成功を重ねた数年後、チームは2011年にインターコンチネンタル・ル・マン・カップのLMP1カテゴリーにステップした。2012年に、FIA 世界耐久選手権ではLMP1とLMP2クラスに参戦するとともに、ル・マン・シリーズにはLMP2カーのみ参戦した。
チームは、オレンジと青の色から成るロゴで有名なガルフ石油からのパートナーシップを通じてガソリンと潤滑油の独占的な供給を受けて、両選手権に参戦した。HPD (LMP1)とニッサン (LMP2) のエンジンを搭載し、オーク・レーシングは2009年以来ダンロップの公式開発協力チームとして、LMP1とLMP2の両クラスで同社のタイヤを使用してきた。
2012年にオーク・レーシングはオンローク・オートモーティヴという、レーシングカー・コンストラクター事業に活動の主体を移した。2010年の（オンローク・オートモーティヴの）シャシーの設計事務所の設立に続いて、2011年に改良されたオーク・ペスカロロ・01のLMP1カーをレースに投入して、コンストラクター会社としての1歩を踏み出し、ACOの2012年シーズン用のコストキャップのレギュレーションに適合した新設計の、モーガン・LMP2を2012年に開発した。2011年12月以来、プライベーターが購入できるシャシーを供給している。2014年以降は、他チームのオペレーション事業が主になった。
2006年後半から、オーク・レーシングは事業家でレーシングドライバーの、ジャック・ニコレが持株会社のエバースピードを介してオーナーとなっている。

## 歴史
1980年に、「プロマテクメ (Promatecme)」というチーム名でフランスF3に参戦する為に、セルジュ・ソルニエによって設立された。
2000年に「ソルニエ・レーシング」に改称された後、「ワールドシリーズ・バイ・ニッサン」とその後継シリーズである「ワールドシリーズ・バイ・ルノー」に参戦していた。
2006年にプロトタイプレーシングカーのレースにレース活動の舞台を移し、ル・マン・シリーズ（LMS）のLMP1カテゴリーに参戦した。2006年後半に新しいオーナーとなったジャック・ニコレは、翌シーズン（2007年）に参戦するクラスをLMP2クラスに移してLMSの参戦を継続するというチーム運営の構想を描いた。
2008年に、チームはペスカロロ・01のシャシーとジャッドのエンジンのレースカーを、1台はLMP1に、もう1台はLMP2に投入するという野心的な計画を実行した。その年のル・マン24時間レースに、ル・マン初の中国人ドライバー1人を含む平均年齢24歳から構成されるチームメンバーでLMP2クラス3位の成績を収めるという形で報われた。
2009年に正式にチーム名を、耐久レースで成功する為に必要不可欠な能力である堅牢、力及び長寿の象徴のオーク（英語で "Oak" のスペル）から名付けられたオーク・レーシングに改称した。その名前はまた、現代のモータースポーツで見られる自然と環境に対する意識の高まりを肯定するものである。オーク・レーシングを設立する時にフランス・マツダと提携して、ル・マン・シリーズとル・マン24時間レースのLMP2クラスに2台のペスカロロ-マツダで参戦するとともに、アジアン・ル・マン・シリーズにおける日本の岡山国際サーキットでの2イベントに参戦した。シーズンの終わりには、チームは8戦してル・マンでのLMP2クラス3位とアジアン・ル・マン・シリーズの２戦ともLMP2クラス優勝を含む6回の表彰台を獲得している。

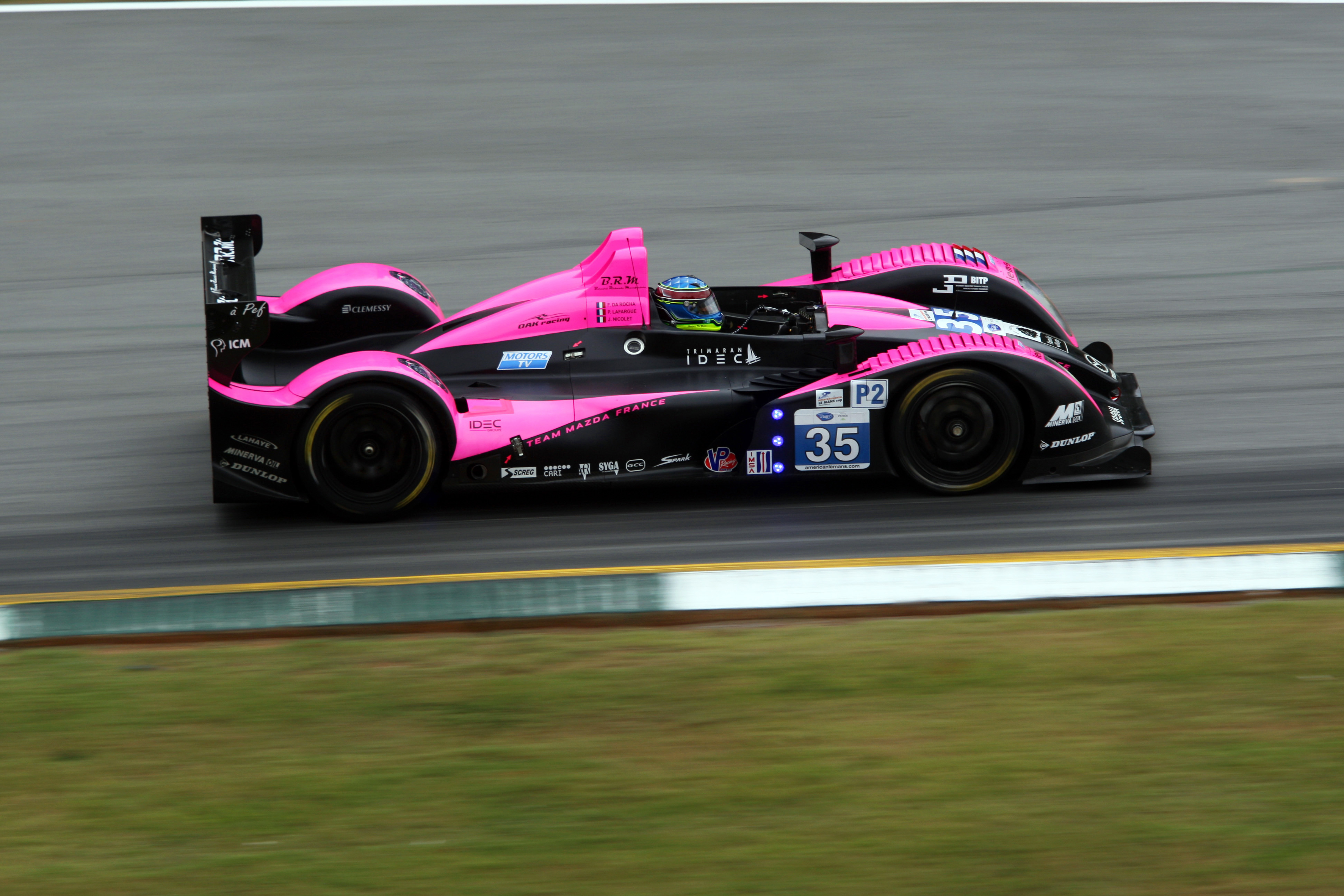
2010年プチ・ル・マンのレース

2010年にACOが新設した、インターコンチネンタル・ル・マン・カップ（ILMC）に参戦しながら、ル・マン・シリーズとル・マン24時間レースのLMP2クラスにジャッドのエンジンを搭載した、ペスカロロのLMP2カーで参戦した。その結果ル・マン24時間レースのLMP2クラスで3年連続表彰台獲得（と2度の4位入賞）と、LMSのLMP2クラスで5戦中4度の表彰台獲得、ILMCのLMP2クラスタイトル獲得、及びLMSとILMCで「ミシュラン・グリーンX・チャレンジ・トロフィ」のタイトル獲得といった多くのタイトルと表彰台入賞を獲得した。
10月15日、ペスカロロ・スポールの資産売却の際、オーク・レーシングのオーナーのジャック・ニコレとプレスティージ・レーシングのジョエル・リヴィエールは共同して敷地を購入し、後でアンリ・ペスカロロに譲与して、彼にペスカロロ・チームを復活させた。 
2011年、2台のオーク・ペスカロロ・LMP1をインターコンチネンタル・ル・マン・カップに投入し、シルバーストン6時間レースで総合3位に入った。また1台のオーク・ペスカロロをILMCのLMP2クラスに、更に1台追加してル・マン24時間レースのLMP2クラスに投入した。ILMCのLMP2クラスでランキング2位に入っている。

オーク・レーシングは2009年後半よりペスカロロ・スポールの製造部門を引き継いでおり、近年はコンストラクターとしての一面が多く出るようになっていた。自社のプロトタイプレーシングカーの開発に注力する為の設計事務所を設立し、2011年12月、オーク・レーシングの製造部門のオンローク・オートモーティヴを立ち上げ、それによる自チームでのレース参戦と、2012年シーズンに向けて、プライベーターに購入しやすい価格のシャシーの販売に乗り出した。シャシーの製造事業に続いて、オンローク・オートモーティヴが設計し製造したLMP2カーに、モーガンのブランド名を付ける提携をし、モーガン・LMP2を発表した。

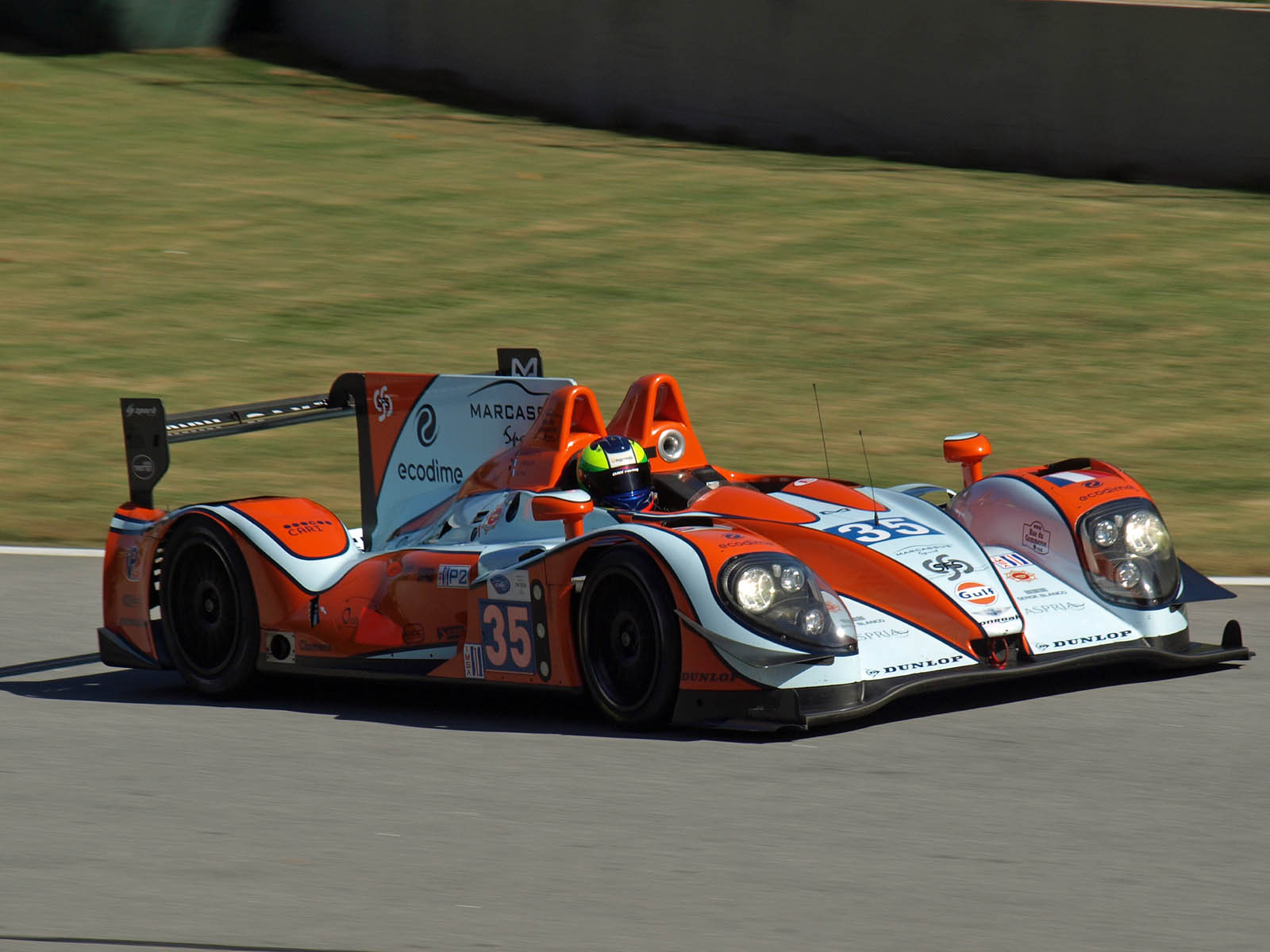
オーク・レーシングのモーガン-ニッサンLMP2カーに乗るオリヴィエ・プラ（2012年）

2012年、ヨーロピアン・ル・マン・シリーズのLMP2クラスでのタイトル争いの結果2位となり、ELMSには一区切りをつけた。20年の空白の時期を経て、国際自動車連盟（FIA）に公認されたFIA 世界耐久選手権（WEC）が2012年に復活した。オーク・レーシングはLMP1とLMP2クラスの両クラスに1台ずつエントリーして、開幕戦のセブリング12時間レースで、LMP2クラスで走るモーガン-ジャッド24号車がポールポジションを獲って決勝レースを2位でフィニッシュした。続く2戦目のスパ6時間レースでは、日産・VK45DEを搭載したモーガン・LMP2、35号車が2台目として投入され、3戦目のル・マン24時間レース、4戦目のシルバーストン、5戦目のサンパウロ、6戦目のバーレーンと転戦した。24号車の搭載エンジンもシルバーストンのレース以降は日産製に変更された。一方で、LMP1カーに搭載されたエンジンに生じた多くの信頼性の問題は、チームにル・マン後のLMP1クラスからの撤退を踏み切らせた。その後新たにHPD製のエンジンを搭載して、富士と上海の残り2戦に復帰して戦った。

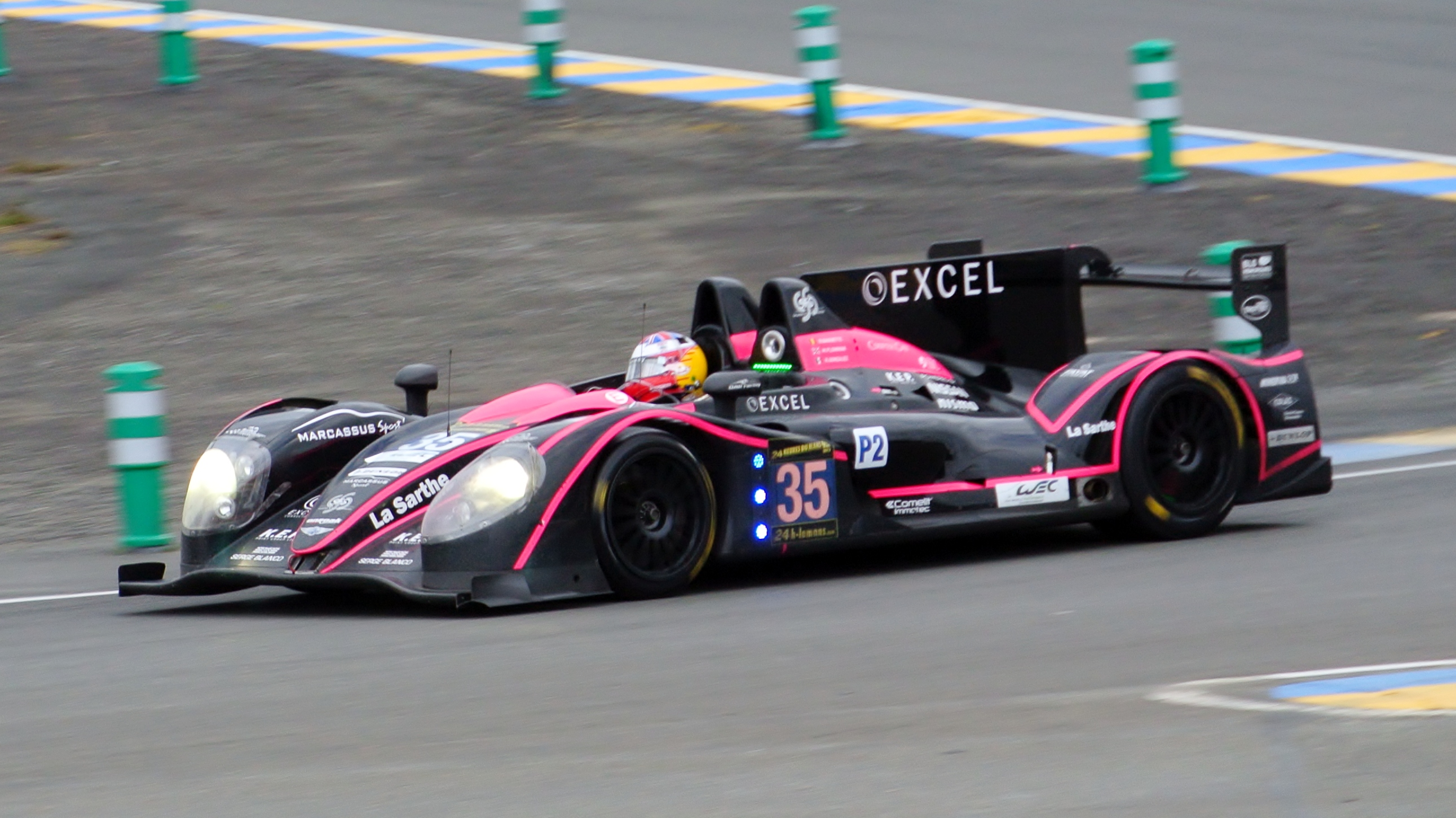
(プロウマンとゴンザレスとバゲットがドライブ) オーク・レーシングは、2013年のル・マン24時間レースのLMP2クラス優勝を果たした

2013年は、ル・マン24時間レースのLMP2クラスで1-2フィニッシュ（総合順位7位と8位）でクラス優勝を飾った。マーティン・プロウマンとリカルド・ゴンザレスとベルトラン・バゲットの3人が乗る35号車が優勝し、オリヴィエ・プラとアレックス・ブランドルとデイヴィッド・ハイネマイヤー・ハンソンの3人が乗る24号車が2位となった。35号車は、サルト・サーキットをトータルで329周し、24号車はそれに1周遅れた。このレースでは、セーフティカーが12回導入される記録が生まれる程、難しい天候条件といくつかの重大事故が起きる荒れたものであった。
オーク・レーシングは、FIA 世界耐久選手権のLMP2クラスでドライバーズとチームの二冠を獲得した。ドライバーズでは、35号車のプロウマンとゴンザレスとバゲットが1位、24号車のプラとブランドルとハンソンが2位となり、上位2位を占めた。
2014年は、アメリカ合衆国で新設されたユナイテッド・スポーツカー選手権のプロトタイプ(P)クラスにチームは参入し、フルシーズン・ドライバーのオリヴィエ・プラとグスタヴォ・ヤカマンがカナディアンタイヤ・モスポート・パークで（オーク・レーシングにとって）シリーズ初勝利を挙げた。
一方、FIA 世界耐久選手権ではエントリーリストに記載されたエントリー名を「G-ドライブ・レーシング」に変更した。オーク・レーシングはコンストラクター部門である、オンローク・オートモーティブの販売するモーガン・LMP2を使用する、Gドライブ・レーシングのオペレーションを担い、その他の運営についてはロシアのG-ドライブ（「G-ドライブ」とはロシアの石油企業のガスプロムのブランド）の関係者が引き継いで、ロシア人ドライバーのロマン・ルシノフにタイトル奪取を全面サポートすることになった。シーズン中盤にはオンローク・オートモーティブが開発した、リジェ・JS P2がモーガン・LMP2に替わって使用された。シルバーストン6時間レースとスパ・フランコルシャン6時間レース、富士、上海でLMP2のクラス優勝を挙げている。そしてシーズンでは2位となった。ル・マン24時間レースの予選では総合13位、クラス4位の順位につけたが、決勝ではリタイアを喫して完走は成らなかった。
2015年、引き続きFIA 世界耐久選手権でG-ドライブ・レーシングのオペレーションを担当し、LMP2クラスのドライバー、チームタイトルを獲得した。
2016年以降も、他チームのオペレーション事業が主になった。

## ドライバー

### 1980-2006年 セルジュ・ソルニエ社長時代
| * ディディエ・アンドレ (F3)   | * アラン・フィルオル (LM,LMS)     | * シモン・パジェノー (WSR)     |
| * エンリケ・ベルノルディ (F3) | * 福田良 (F3,WSR)                 | * オリヴィエ・プラ (F3)        |
| * ブルーノ・ベソン (F3)       | * トリスタン・ゴマンディ (F3,WSR) | * アンディ・プリオゥ (F3)      |
| * ジェンソン・バトン (F3)     | * ブルース・ジュアニ (F3,LM)      | * アロルド・プリマー (WSR,LMS) |
| * エマニュエル・クレリコ (F3) | * フランク・ラゴルス (F3)         | * クリストフ・タンソー (F3)    |
| * アルイジオ・コエリョ (F3)   | * ニコラ・ミナシアン (F3)         |                                |
| * マルセル・フェスラー (LMS)  | * ジャック・ニコレ (LM,LMS)       |                                |

### 2007年以降 ジャック・ニコレ社長時代
| * カリム・アルジャニ (LMS, LM)       | * デイヴィッド・ハイネマイヤー・ハンソン (LM, LMS, WEC) | * 中野信治 (LM)                         |
| * アンドレア・バルレシ (ILMC)        | * ブルース・ジュアニ (LM)                               | * ジャック・ニコレ (LM, LMS, ILMC, WEC) |
| * ベルトラン・バゲット (WEC)         | * ドミニク・クライハマー (WEC)                          | * オリヴィエ・プラ (ILMC, WEC, USCC)    |
| * アレックス・ブランドル (WEC, USCC) | * パトリス・ラファルグ (ILMC)                           | * アレクサンドル・プレマー (LMS, ILMC)  |
| * ヤン・チャロウズ (LM)              | * マティウー・ラーイェ (LM, LMS, ILMC, WEC)             | * ピエール・ラグ (LMS, LM, ILMC)        |
| * 程叢夫 (LM)                        | * バス・レインデルス                                    | * 佐藤琢磨 (WEC)                        |
| * フレデリック・ダ・ロシャ (ILMC)    | * ギョーム・モロー (LM, LMS, ILMC, WEC)                 | * グスタヴォ・ヤカマン (USCC)           |
| * マーティン・プロウマン (WEC)       | * 井原慶子 (WEC)                                        | * ジャン＝フランソワ・イヴォン (LM)     |
| * ニコラ・ド・クレム (LM)            | * フランク・モンタニー (ILMC)                           |                                         |
| * マルク・ファッジオナート (LM)      | * マクシーム・マルタン                                  |                                         |
| * アラン・フィリョル (LM,LMS)        | * ティアゴ・モンテイロ (LM)                             |                                         |
| * リシャルド・エイン (LM, LMS, ILMC) | * リカルド・ゴンザレス (WEC)                            |                                         |

## 主なレースの記録または獲得したタイトル

### プロマテクメ
- フォーミュラカー
  - 1992年: フランスF3選手権（フランク・ラゴルス）
  - 1997年:イギリスF3選手権 : 2位 (8勝)
  - 1998年:イギリスF3選手権 : 2位 (6勝)
  - 1999年:イギリスF3選手権 : 3位 (3勝)

### ソルニエ・レーシング
- フォーミュラカー
  - 2001年: フランスF3選手権（福田良）
  - 2004年: ワールドシリーズ・バイ・ニッサン
  - 2005年: ワールドシリーズ・バイ・ルノー

- 耐久レース
  - 2006年: ル・マン・シリーズ 4位 (2回の表彰台)
  - 2007年: ル・マン・シリーズ LMP2クラス4位 (1回の表彰台) - クラージュ-AER LC75
  - 2008年: ル・マン24時間レース LMP2クラス3位とLMP1クラス12位 - ペスカロロ-ジャッド
  - 2008年: ル・マン・シリーズ LMP2クラス5位 (1回の表彰台) と LMP1クラス12位 - ペスカロロ-ジャッド

### オーク・レーシング
- 2009年
  - ル・マン24時間レース: LMP2クラス3位 - ペスカロロ-マツダ
  - アジアン・ル・マン・シリーズ: LMP2クラス優勝 (2勝) - ペスカロロ-マツダ
  - ル・マン・シリーズ: LMP2クラス6位 (2回の表彰台) と LMP2クラス8位 (1回の表彰台) - ペスカロロ-マツダ
- 2010年
  - ル・マン24時間レース: LMP2クラス2位と4位、 総合順位7位と9位 — ペスカロロ-ジャッド
  - ル・マン・シリーズ: LMP2クラス3位 (1回の表彰台) と LMP2クラス4位 (3回の表彰台) - ペスカロロ-ジャッド LMP2クラスのコンストラクターズタイトル
  - インターコンチネンタル・ル・マン・カップ: LMP2クラス優勝 (3回の表彰台) - ペスカロロ-ジャッド
  - ミシュラン・グリーンX・チャレンジ・トロフィ (ル・マン・シリーズとILMC): 優勝 — ペスカロロ-ジャッド
- 2011年
  - ル・マン24時間レース: LMP2クラス5位 - オーク/ペスカロロ-ジャッド
  - インターコンチネンタル・ル・マン・カップ: LMP1クラス5位、LMP2クラス2位 (チームランキング) - オーク/ペスカロロ-ジャッド
- 2012年
  - FIA 世界耐久選手権：LMP2クラス4位 - モーガン-日産

- 2013年
  - FIA 世界耐久選手権：LMP2クラスドライバー、チーム1位、2位 - モーガン-日産
  - ル・マン24時間レース:LMP2クラス1位、2位 - モーガン-日産